# Scutovertex minutus
Scutovertex minutus är en kvalsterart som först beskrevs av Koch 1836.  Scutovertex minutus ingår i släktet Scutovertex och familjen Scutoverticidae. Inga underarter finns listade i Catalogue of Life.